# إلين باري (لاعبة كرة مضرب)
إلين باري (بالإنجليزية: Ellen Barry)‏ هي لاعب كرة مضرب نيوزيلندية، ولدت في 12 فبراير 1989 في كرايستشرش في نيوزيلندا.

## وصلات خارجية
- إلين باري على موقع رابطة محترفات التنس (الإنجليزية)
- إلين باري على موقع الاتحاد الدولي لكرة المضرب (الإنجليزية)
- إلين باري على موقع كأس بيلي جين كينغ (الإنجليزية)
- إلين باري على موقع خلاصة التنس.كوم (الإنجليزية)
- إلين باري على موقع إي إس بي إن.كوم (الإنجليزية)